# Lemmenjoki Nemzeti Park

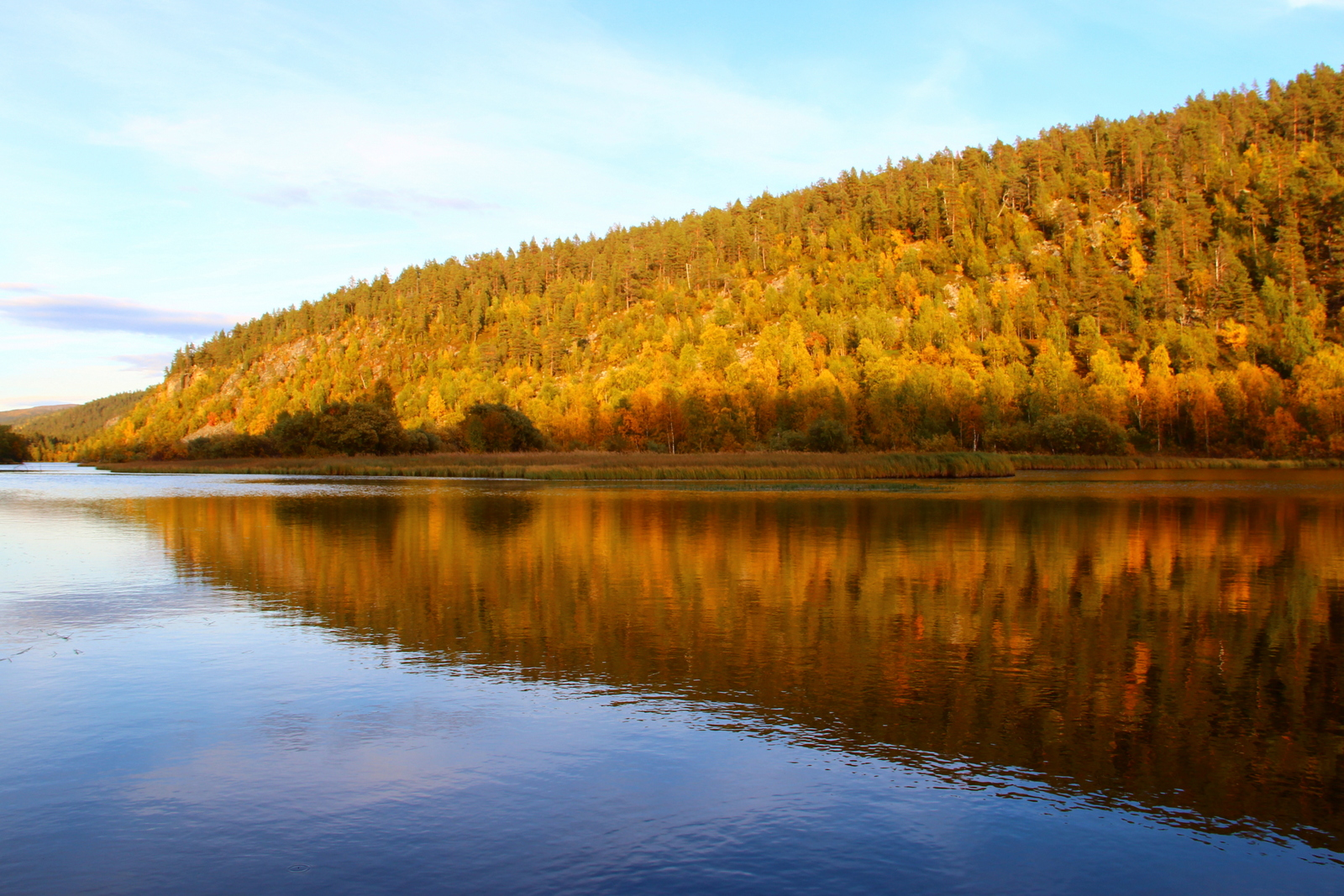
Lemmenjoki-folyó

A Lemnejoki Nemzeti Park (finnül: Lemmenjoen kansallispuisto, észak számi nyelven: Leammi álbmotmeahcci) Finnország északi részén Inari és Kittilä települések közelében, Lappföldön található. A nemzeti parkot 1956-ban alapították. Területét kétszer is bővítették, melynek következtében mai területe 2850 négyzetkilométer, amellyel nemcsak Finnország, hanem egész Európa egyik legnagyobb kiterjedésű nemzeti parkja. A parkot a Lemmenjoki-folyóról nevezték el, amely keresztülhalad rajta. 
A parkot észak felől a Norvégia területén lévő Øvre Anárjohka Nemzeti Park határolja. Évente, mintegy 10000 turista keresi fel a parkot és környékét. A park területén nagyjából 60 kilométernyi turistaösvény fut, valamint több fizetős és tíz darab ingyenesen igénybevehető szálláshely található.

## Fordítás
Ez a szócikk részben vagy egészben  a   Lemnejoki National Park című angol Wikipédia-szócikk ezen változatának fordításán alapul.  Az eredeti cikk szerkesztőit annak laptörténete sorolja fel. Ez a jelzés csupán a megfogalmazás eredetét és a szerzői jogokat jelzi, nem szolgál a cikkben szereplő információk forrásmegjelöléseként.